# Wojciechówka (gmina Białobrzegi)
Wojciechówka – wieś w Polsce, położona w województwie mazowieckim, w powiecie białobrzeskim, w gminie Białobrzegi.
Miejscowość wchodzi w skład sołectwa Mikówka.
Wierni Kościoła rzymskokatolickiego należą do parafii Świętej Trójcy w Białobrzegach.